# Peterborough & District Football League
De Peterborough & District Football League is een Engelse regionale voetbalcompetitie. Er zijn 6 divisies waarvan de hoogste zich op het 11de niveau in de Engelse voetbalpiramide bevindt. De kampioen kan promoveren naar de United Counties Football League. 3 divisies zijn enkel voor reserveteams